# Rostislav Krotký
Rostislav Krotký (* 19. října 1976) je český profesionální cyklista, který závodí za tým AC Sparta Praha cycling a Vysočina Cycling. Cyklistice se věnuje od svých 16 let. Kromě cyklistiky má rád běžecké lyžování.
V roce 2012 založil cyklistický tým Vysočina Cycling.

## Předchozí týmy
- TJ Třebíč
- Spartak Jihlava
- A JE TO Třebíč
- Favorit Brno
- ACS Dukla Praha
- Jogi Ostrava
- Dukla Liberec

## Největší úspěchy

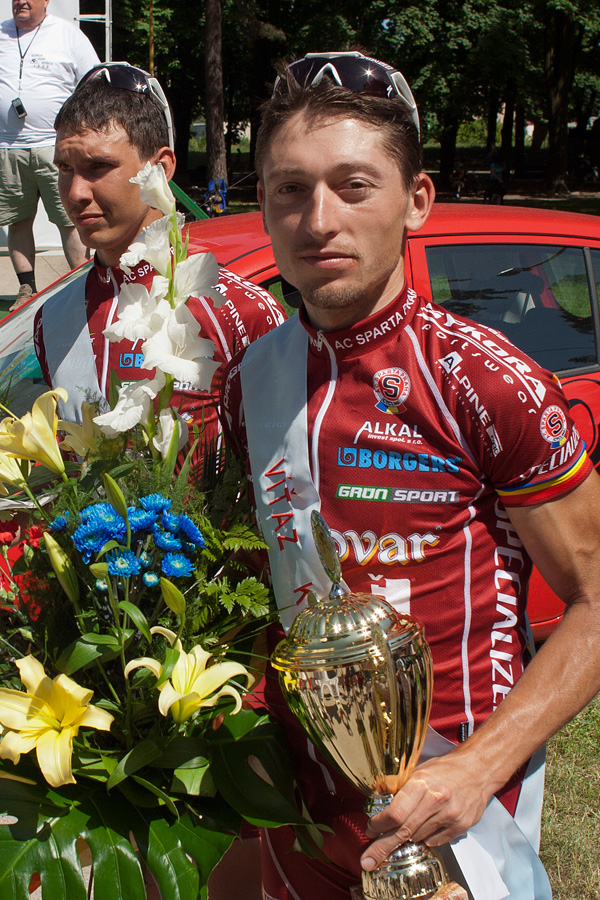

- 1. místo MČR silniční závod U23 – neoficiálně (nevyhlašovalo se) 1998
- 32. místo ME silniční závod U23 1998
- celkový vítěz Českého poháru 2004
- celkový vítěz Českého poháru 2005
- 14. místo FBD Insurance Rás Irsko 2005
- 13. místo Idea Mazovia Tour Polsko 2005
- 12. místo Praha-Karlovy Vary-Praha (1.2) 2007
- 6. místo Grand prix KOOPERATIVA 2008
- 1. místo Košice-Tatry-Košice 2008
- 3. místo Vysočina 2008
- 3. místo Velká cena Bradla 2008
- 1. místo Tour of Szeklerland – 1. etapa 2008
- 1. místo sprinterská soutěž Tour of Szeklerland 2008
- 1. místo MČR časovka dvojic 2008  (s Tomášem Okrouhlickým)
- 5. místo Bratislava-Bradlo (2.2) 2009
- 7. místo Tour of Hainan – 8.etapa (2.HC) 2009
- 20. místo Ringerike GP (2.2) 2010
- 6. místo Okolo Slovenska – 6.etapa (2.2) 2010
- 6. místo Jurmala GP (1.2) 2011
- 5. místo Okolo Slovenska – 7.etapa (2.2) 2011
- 19. místo An Post Rás (2.2) 2012

## Vysočina Cycling

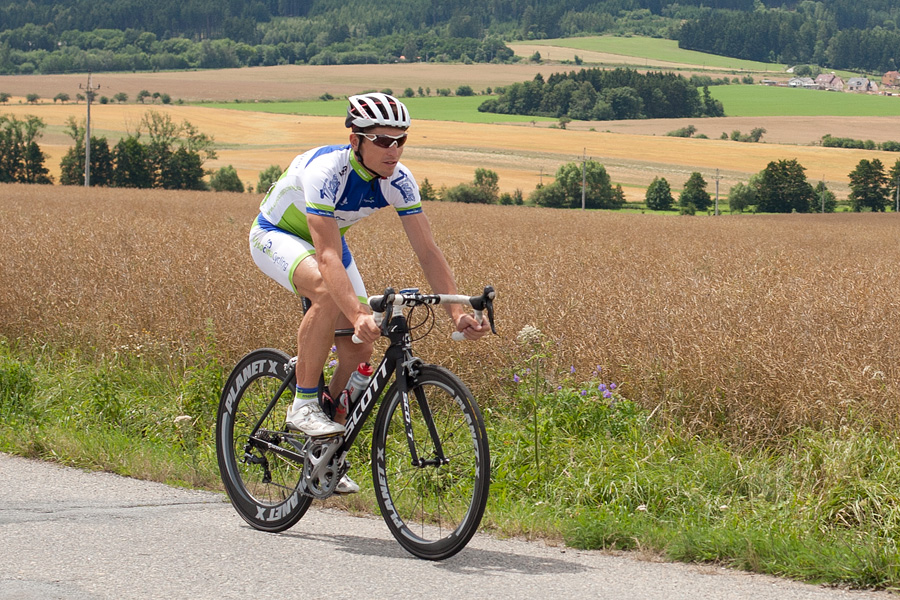
Šéf Vysočina Cycling

Rostislav Krotký založil v roce 2012 cyklistický tým Vysočina Cycling. Je jeho zakladatel a také jezdec současně při působení v týmu AC Sparta Praha cycling. Projekt Vysočina Cycling je zaměřen na podporu výkonnostní cyklistiky na Vysočině, a to především cyklistiky silniční, ale ne pouze.
V týmu jsou jezdci různých věkových kategorií: starší, mladší i kadeti (mládež). Kromě Krotkého za tým závodí také jeho týmový kolega z AC Sparta Praha cycling Martin Hunal. Další jména: Jaroslav Sláma, Lukáš Tomášek, Tomáš Poslušný,...
Mezi úspěchy týmu patří 2. místo 5. etapy mezinárodního cyklistického etapového závodu mužů Vysočina, které získal Martin Hunal a 2. místo celkově vrchařská soutěž Rostislav Krotký.

## Vzdělání
Kromě profesionální cyklistiky se Krotký věnuje programování. Vystudoval VUT Brno, Fakulta elektrotechniky a informatiky v oboru Kybernetika, automatizace a měření – Ing.

## Fotogalerie

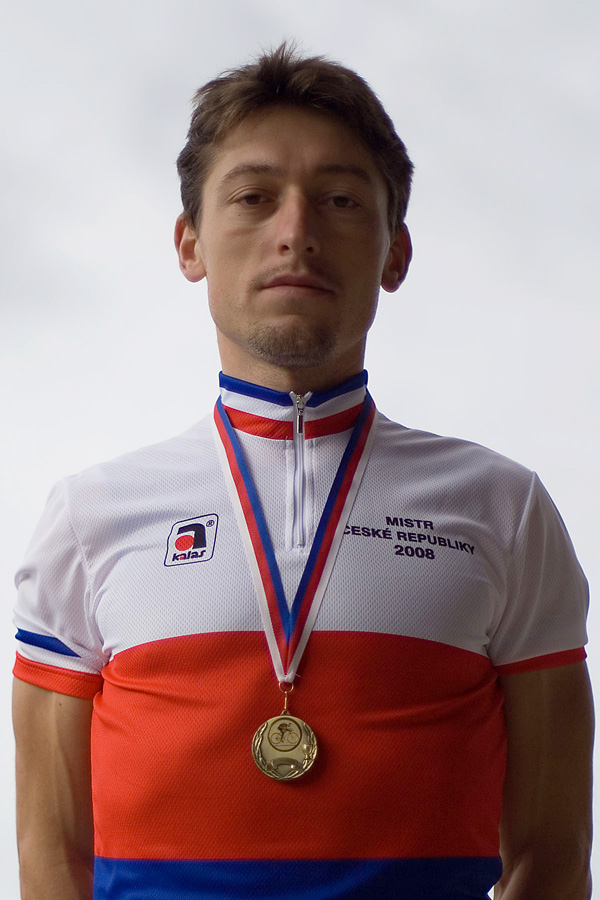
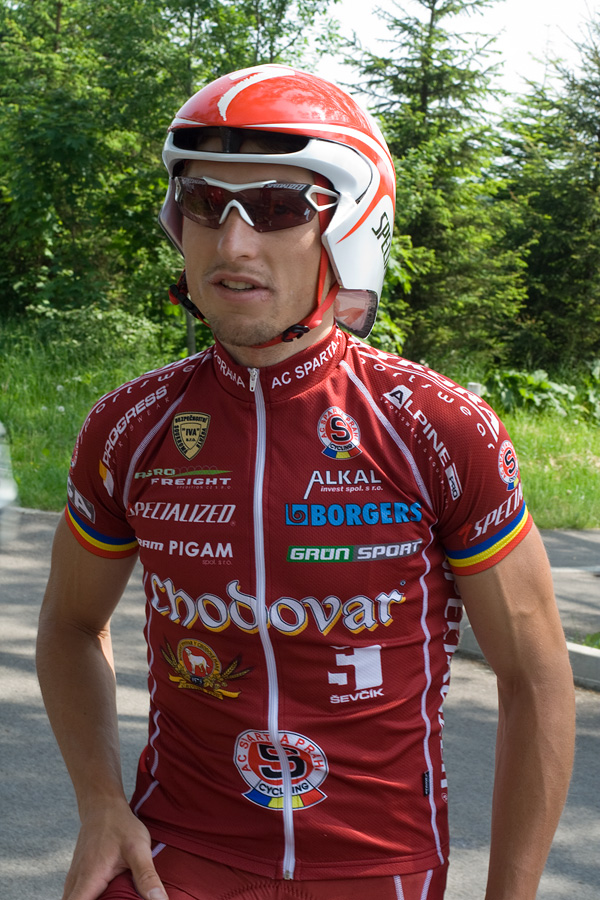
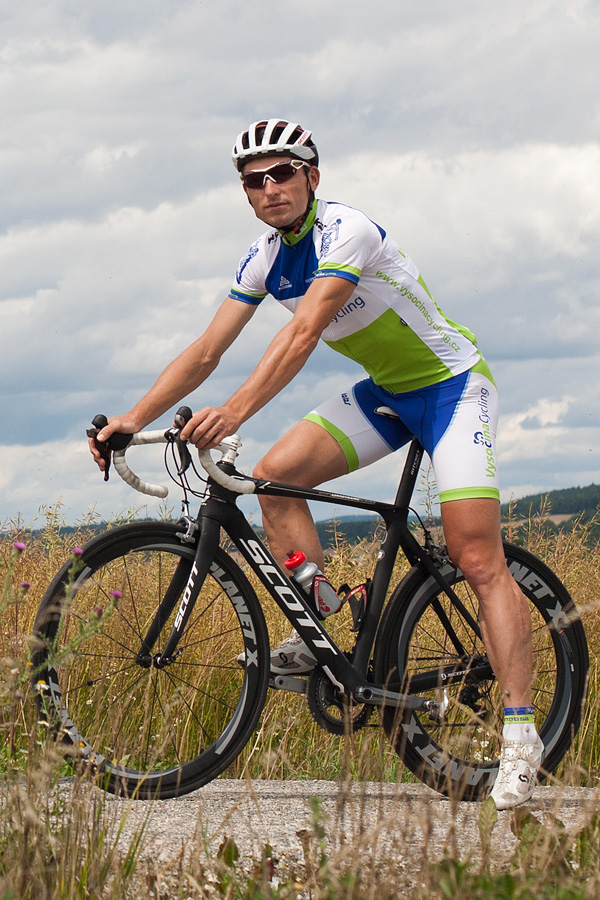
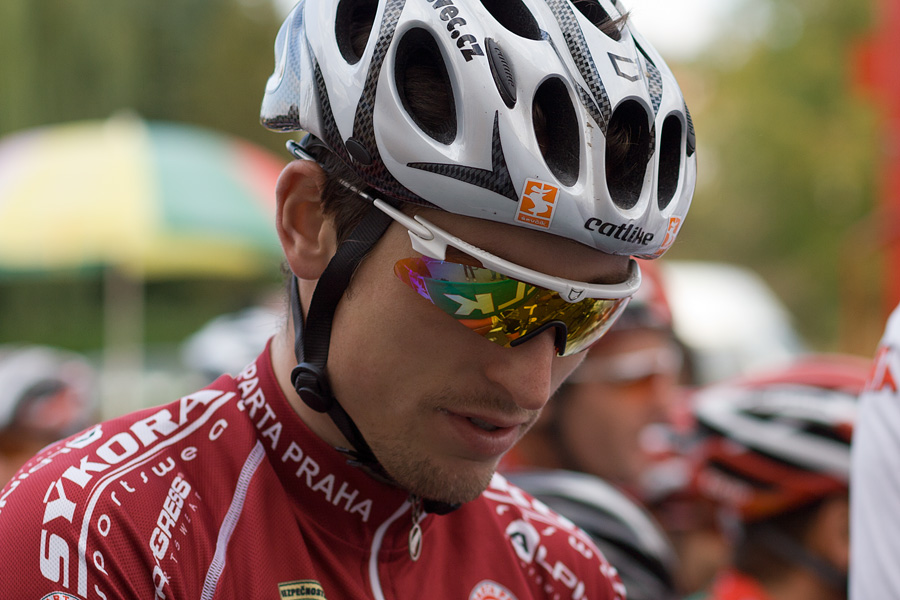
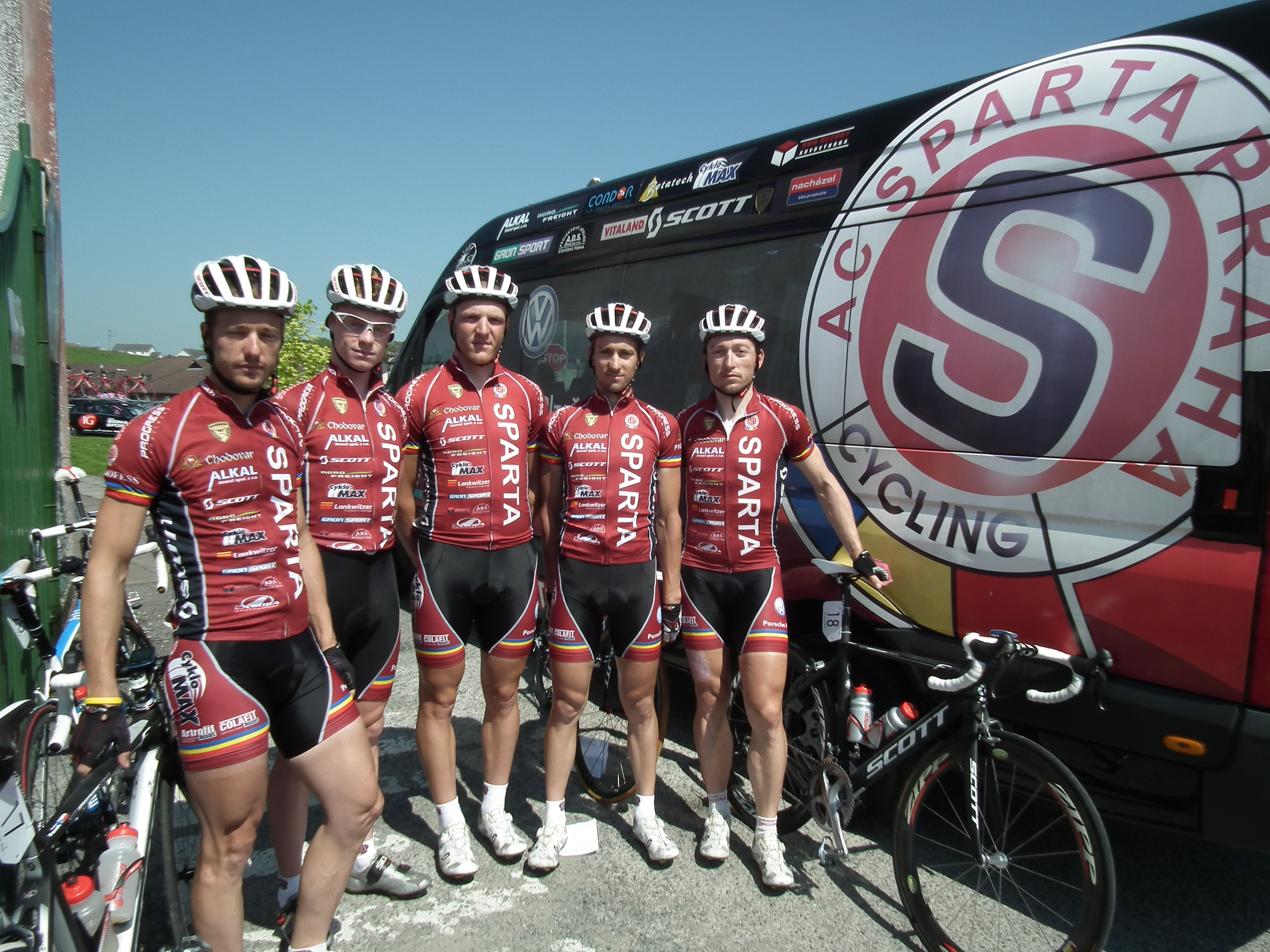
Krotký (vpravo) s týmovými kolegy